# Chan (komuna)
Chan (kambodžsky ចាន់) je komuna v okrese Ou Chum v provincii Ratanakiri (Ratanak Kiri) na severovýchodě Kambodže. Obsahuje vesnice Chan, Kan Saeung, Kreh, Ta Ngach, Svay, Khmaeng, Krala, Kang Kuy a má 1696 obyvatel.